# Caso Maso
O "caso Maso", também chamado o "crime de Montecchia dei Crosara", foi um  parricidio acontecido em Montecchia  dei Crosara, na província de Verona, Itália,  o 17 de abril de 1991.
Pietro Maso, de 19 anos no momento do delito, assassinou a os seus pais, Antonio Maso e  Mariarosa Tessari, com a ajuda dos seus três amigos Giorgio Carbognin (18 anos), Paolo Cavazza (18 anos) e Damiano Burato (17 anos), com o fim de receber a sua parte da herança. Foi preso o 19 de abril de 1991 e posteriormente condenado a 30 anos de cárcere.
Após 22 anos de reclusão foi posto em liberdade em 2013. Em 2016 ingressou num hospital siquiátrico.Seus cúmplices, Giorgio Carbognin e Paolo Cavazza foram condenados a 26 anos de cárcere. A Damiano Burato, menor de idade, condenou-se-lhe a 13 anos.